# Ton (Musik)
Ton bezeichnet in der Musik ein Schallereignis (sowie dessen Höreindruck und gedankliche Abstraktion), das von Musikinstrumenten, der menschlichen Stimme oder anderweitig mittels eines elastischen Körpers erzeugt wird und dem eine mehr oder weniger exakte Tonhöhe zugeordnet werden kann. Während die physikalischen Eigenschaften als Kombination von Sinustönen und Geräuschkomponenten beschrieben werden können, ist die subjektive Tonwahrnehmung von psychoakustischen Gegebenheiten, kulturellen Erfahrungen und ästhetischer Erwartung abhängig.
In Musikpraxis und Musiktheorie sind Töne Elemente eines Tonsystems, die in einer Intervallbeziehung zueinander stehen und mit Tonsymbolen, wie Noten, beschrieben werden.

## Etymologie und begriffliche Komplexität
Der Begriff „Ton“ stammt von Tonus, der latinisierten Form des altgriechischen τόνος, tonos, „Spannung“ zum Verb τείνειν teinein „spannen, an-, ausspannen“. Die Bedeutung des Wortes variiert je nach Kontext. Mehr zur Komplexität der Beschreibung, Analyse und Wahrnehmung von Tönen ist in zahlreichen Beiträgen zu finden. Neben Universalien der Musikwahrnehmung und objektiven Aspekten wie Tonhöhe, Klang, Tonheit, Obertöne, Klangspektren werden Aspekte der subjektiven Perzeption z. B. unter Hörtypologie, auditiver Wahrnehmung, Musikpsychologie, Tonhöhenwahrnehmung und Psychoakustik erläutert. Die atonale Musik ist nicht tonlos, geräuschlos, lautlos, klanglos oder gar unhörbar; das Wort atonal bezieht sich vielmehr auf ein fehlendes Tonalitätssystem.

## Tonparameter
Zur näheren Beschreibung eines Tones werden je nach Zugang verschiedene Parameter herangezogen. Üblicherweise sind dies folgende:
- die Tonhöhe; sie lässt sich akustisch als Frequenz (Anzahl der Schwingungen pro Sekunde) angeben oder praktisch in Tonsymbolen oder Noten ausdrücken.
- die Tondauer; sie lässt sich physikalisch-akustisch absolut in Sekunden messen oder praktisch relativ durch Notenwerte angeben.
- die Lautstärke oder Tonstärke; sie lässt sich akustisch als Amplitude (die Weite der Schwingungen) oder als Schalldruck bestimmen, aber auch pragmatisch durch Lautstärkeangaben.
- die Klangfarbe; sie lässt sich akustisch annäherernd durch die Obertonzusammensetzung bzw. allgemeiner durch das Frequenzspektrum charakterisieren oder praktisch durch Instrumentangaben und Spielweisen bestimmen.

## Zeitliche Struktur eines Instrumentaltons
Der von Musikinstrumenten erzeugte Ton lässt sich zeitlich in drei Abschnitte unterteilen: Er besteht aus den drei Phasen des Einschwingvorgangs (dem Onset), der stationären Schwingung bzw. der zumeist von Transienten überlagerten quasistationären Schwingung (Sustain) und dem Ausschwingvorgang (Decay).
Im zeitlichen Verlauf des Klangs ändert sich dabei das Lautstärkeverhältnis (Amplitude) der Teiltöne. Diese Lautstärkenverhältnisse bestimmen die Klangfarbe der Töne. Auch die Stimme ist in dieser Hinsicht ein „Instrument“ und erzeugt Töne im genannten Sinn, bei denen aber sogenannte Formanten die Färbung des Tones beeinflussen.

## Ton und Klang in der physikalischen Akustik

Schematisches Oszilloskopbild eines Sinustons

Schematisches Oszilloskopbild eines komplexen Tons

Während man in der physikalischen Akustik unter Ton nur den reinen unendlichen Sinuston versteht, ist ein vokal oder instrumental erzeugter Ton aus Sicht der physikalischen Akustik ein komplexes Schallsignal, das in vielen Fällen annähernd einen Klang darstellt. Unter Klang versteht man in der Physik ein periodisches aus Sinustönen zusammengesetztes Schallereignis, bei dem die Frequenzen der Teiltöne in einem ganzzahligen Verhältnis zueinander stehen, sich also „harmonisch“ zueinander verhalten. Hierbei handelt es sich jedoch um ein vereinfachtes Modell, das auf reale Klänge nur näherungsweise angewendet werden kann.
Reale Klänge sind nämlich im Allgemeinen komplexer, wobei Geräuschkomponenten und Inharmonizitäten eine wichtige Rolle spielen. Bei der menschlichen Stimme und bei Blasinstrumenten ist die Teiltonzusammensetzung weitgehend harmonisch und befindet sich in guter Übereinstimmung mit dem einfachen Modell. Bei Saiteninstrumenten ist die Frequenzzusammensetzung nur mehr näherungsweise harmonisch, und bei Schlaginstrumenten sind nur noch einzelne Teiltöne fast harmonisch, während das Gesamtspektrum eher unharmonisch ist. Solche unharmonischen Klänge, die man in der physikalischen Akustik auch als Tongemisch bezeichnet, treten z. B. auf bei Pauken, Glocken, Stabspielen, Röhren oder membranartigen Körpern. Ein Tonhöheneindruck kann auch auf sogenannten Formanten beruhen, die zum Beispiel bei einer Maultrommel durch Veränderung des Mund- und Rachenraumes beeinflusst werden. Auch innere Strukturen von Geräuschen, etwa enthaltene Einzelfrequenzen mit verstärkter Amplitude können einen Tonhöheneindruck erzeugen.
Im Jahr 1863 begründete Helmholtz die physikalische Theorie der Tonempfindung. Die Tonhöhenempfindung hat eine ausreichende Dauer des Schallsignals zur Voraussetzung, da sonst eine Tonhöhenunschärfe auftritt.